# Silene abietum
Silene abietum är en nejlikväxtart som beskrevs av Font Quer och Maire. Silene abietum ingår i släktet glimmar, och familjen nejlikväxter. Inga underarter finns listade i Catalogue of Life.